# Слащевська
Слащевська (рос. Слащёвская) — станиця у Кумилженському районі Волгоградської області Російської Федерації.
Населення становить 1288  осіб. Входить до складу муніципального утворення Слащовське сільське поселення.

## Історія
Станиця розташована у межах українського історичного та культурного регіону Жовтий Клин.
Згідно із законом від 14 лютого 2005 року № 1006-ОД органом місцевого самоврядування є Слащовське сільське поселення.

## Населення
| 1959 | 2010  |
| ---- | ----- |
| 1385 | ↘1288 |